# 角蝰
角蝰（學名：Cerastes cerastes）是角蝰屬的一種毒蛇，主要分布於北非及中東地帶，牠們有著明顯的特徵，其雙眼位置有一對豎立的刺狀角鱗，因此容易辨認。不過也曾發現過沒有角鱗的角蝰。這個種屬之下暫時未有發現其它分種生物。

## 特徵

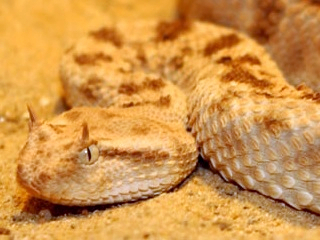
眼上長有角鱗的角蝰

角蝰的長度平均有30-60公分，紀錄中最長的角蝰有85公分長。雌性角蝰的身型較雄性龐大。角蝰的重要特徵是牠那對各自長在雙眼眶上的刺狀角鱗，不過也有沒有長角或者角鱗較細小的角蝰存在著。角蝰是兩性異形的生物，雄性角蝰的頭部与雙眼普遍比雌性為大。
角蝰的體色分佈主要以黃色為主，另外也有淺灰色、粉紅色、及淺棕色等多種讀顏色構成紋理。多變及偏淺的顏色可以讓牠易於藏匿，不為獵食者所發現。另外，從解剖學上看，牠的背後有一塊與身長相等，呈長方形的黑紋。腹部呈白色，尾巴末端則是黑色的。

## 分佈
角蝰與一般非洲蛇一樣，主要分布在北非地區的乾燥沙漠地帶，如摩洛哥、撒哈拉、毛里塔尼亞、馬里共和國等地，亦會向東發展出沒於阿爾及利亞、突尼西亞、尼日爾、利比亞、乍得、蘇丹共和國、埃及、埃塞俄比亞及索馬里等地。牠們的活動範圍，還從西奈半島伸延至以色列境內的內蓋夫北部。在阿拉伯半島裡的也門及沙地阿拉伯西南部地區，可以發現角蝰跟另一種角蝰屬蛇類Cerastes gaperettii雜居於同一區域的情況。

## 習性與繁殖
角蝰以蛇類獨有的蛇行形式進行移動，不過由於牠們多在沙礫間行走，因此牠們並不是以滑行的方式移動，而是以身體的重量向地面施壓，產生移動的力量。所以，研究者通常可以藉著殘留在沙地上蛇印，以判斷角蝰腹部的鱗甲數量。角蝰性格沉穩，但當面對威脅的時候，牠們會把身體蜷曲成「C」狀，並磨擦身體以向敵人作出警示。由於牠們的鱗甲相當堅硬，因此能磨擦出強力的響聲，就像鋸鱗蝰蛇一樣。牠們也擁有急遽的咬擊能力。
動物學家在觀察被捕獲的角蝰時發現，牠們多數於四月進行交配，而且會躲藏於沙石之中。角蝰是卵生的，每次大約能生產8至23枚蛇卵。角蝰會把蛇卵藏在岩石之下，又或放置在其它動物所掘出的洞穴之中。經過50至80天的孵育過程後，幼蛇便會出生。

## 毒性
角蝰擁有強力的毒性，其毒性與鋸鱗蛇性質十分相似。人體中毒後的表徵大致有頭痛、嘔吐、腹痛、腹瀉、暈眩、昏厥或痙攣等。強烈的磷脂酶A2會釋出毒素令心臟中毒及肌肉中毒。角蝰的蛇毒能導致毒性最強的出血性中毒，其毒性就LD50的標準而言，以點滴靜脈注射方式計算有0.4毫克/公斤，進入皮下組織的份量則為3.0毫克/公斤。正常人體只要攝取了40-50毫克的角蝰蛇毒就足以致命。著名的埃及妖后更以寵物角蝰的有毒咬擊自盡而死。

## 備註
1. ↑  Wagner, P.; Wilms, T.; Niagate, B.; Joger, U.; Geniez, P.; Mateo, J.A.; El Mouden, E.H.; Slimani, T.; Nouira, M.S.; Baha El Din, S.; Busais, S.M.S.; Al Jumaily, M.M. . The IUCN Red List of Threatened Species. 2021: e.T197465A2486896  [21 February 2022]. doi:10.2305/IUCN.UK.2021-3.RLTS.T197465A2486896.en .
2. ↑  McDiarmid RW, Campbell JA, Touré T. (1999). Snake Species of the World: A Taxonomic and Geographic Reference, Volume 1. Washington, District of Columbia: Herpetologists' League. ISBN 1-893777-01-4.
3. ↑  Werner YL, Verdier A, Rosenman D, Sivan N. 1991. Systematics and Zoogeography of Cerastes (Ophidia: Viperidae) in the Levant: 1. Distinguishing Arabian from African "Cerastes cerastes". The Snake 23: 90-100.

## 相關連結
- 大英百科線上：角蝰[永久]
- Sand viper page at Plumed-serpent.com 七月三十日，2006年.
- 角蝰的影片